# Ходжкин, Говард
Го́вард Хо́джкин (англ. Howard Hodgkin 6 августа 1932, Лондон — 9 марта 2017, Лондон) — британский живописец и график, один из наиболее выдающихся колористов своего поколения. Его абстрактные картины, часто небольшого формата, основаны на реальных событиях (как правило, это впечатления от встреч с людьми).

## Биография
Родился в семье Элиота Ходжкина (1905—1973) и его жены Кэтрин. Художник много путешествовал, несколько раз посещал Индию. Пристрастие художника к декоративным бордюрам и плоским цветовым участкам отражает восхищение индийской миниатюрой.
Его первая персональная выставка состоялась в Лондоне в 1962 году.
Являлся одним из попечителей Галереи Тейт и Национальной галереи. В 1984 художник представлял Великобританию на Венецианской биеннале, в 1985 удостоен Премии Тёрнера, а в 1992 посвящён в рыцари.
Одним из его учеников был Эдвард Пайпер (1938—1990).

## Образование
- Camberwell School of Art (1949)
- Bath Academy of Art, Коршэм (1950—1954).

## Стиль
В начале 1970-х стиль художника стал более спонтанным, со смутно угадывающимися образами, яркими цветами и смелыми формами. Его работы можно назвать «полуабстрактными», их часто сравнивают с живописью Матисса.

## Личная жизнь
В 1955 году женился на Джулии Лейн, от которой у него родилось двое детей. Однако с осознанием Ходжкиным своей гомосексуальности, брак распался. Около 25 лет, до самой смерти, он прожил со своим партнером, музыкальным критиком Энтони Питти. Они жили в четырехэтажном доме в Блумсбери, недалеко от Британского музея.

## Персональные выставки
| - 2009 As Time Goes By, Alan Cristea Gallery, Лондон - 2008 Gagosian Gallery, Лондон - 2007 Howard Hodgkin Prints, Abbot Hall Art Gallery, Кендал, Камбрия, Англия - 2006 Museo Nacional Centro de Arte Reina Sofía MNCARS, Мадрид - 2006 Locks Gallery, Филадельфия - 2006 A Print Retrospective, Alan Cristea Gallery, Лондон - 2006 Tate Britain, Лондон - 2006 Irish Museum of Modern Art, Дублин | - 2004 Новая живопись, Galerie Haas & Fuchs, Берлин - 2004 Gagosian Gallery, Беверли Хиллз - 2003 Gagosian Gallery, Нью-Йорк - 2003 Alan Cristea Gallery, Лондон - 2002 Weston Link, Эдинбург - 2002 Dean Gallery, Эдинбург - 2001 New Prints II: Large Formats, Alan Cristea Gallery, Лондон - 2001 New Prints I: Small Prints, Alan Cristea Gallery, Лондон | - 2001 Galleria Rubin, Милан - 1998 New Paintings, Galerie Haas & Fuchs, Берлин - 1998 Gagosian Gallery, Нью-Йорк - 1996 Paintings 1975—1995, Modern Art Museum of Fort Worth, Форт-Уорт, Техас - 1991 MATRIX 147, Berkeley Art Museum and Pacific Film Archive BAM/PFA, Беркли - 1986 Yours truly Virginia Woolf, Palazzo Forti, Galleria d’Arte Moderna e Contemporanea, Верона - 1985 Whitechapel Art Gallery, Лондон |

## Репутация и признание
О художнике писали Сьюзен Зонтаг, Брюс Чатвин и др.